# Aulacophloia
Aulacophloia es un género de foraminífero bentónico de la familia Pachyphloiidae, de la superfamilia Geinitzinoidea, del suborden Fusulinina y del orden Fusulinida. Su especie tipo es Aulacophloia martiniae. Su rango cronoestratigráfico abarca desde el Wuchiapingiense hasta el Changhsingiense (Pérmico superior).

## Clasificación
Aulacophloia incluye a la siguiente especie:
- Aulacophloia martiniae †